# Il signor Rotpeter
Il signor Rotpeter è un mediometraggio di Antonietta De Lillo presentato fuori concorso alla 74ª Mostra internazionale d'arte cinematografica di Venezia. È ispirato al racconto di Franz Kafka Una relazione per un'Accademia e ad una precedente messa in scena teatrale del testo.

## Trama
Catturata da una spedizione in Africa e deportata in cattività, una scimmia decide di copiare il comportamento umano per sfuggire alla gabbia. Si trasforma così in un essere umano e assume il nome di Rotpeter, finendo per tenere conferenze sulla sua storia personale.

## Distribuzione
Il film è stato distribuito direttamente in DVD-Video dalla CG Entertainment il 7 marzo 2018 nella raccolta Metamorfosi napoletane - Due film di Antonietta De Lillo, insieme al cortometraggio Promessi sposi e a un backstage come extra.

## Accoglienza
Il film fu accolto in modo perlopiù positivo dalla critica. Scrivendo per il Fatto Quotidiano, Anna Maria Pasetti lo definisce "un'operetta buffa di estrema arguzia" di cui "protagonista è sempre l'istrionica Confalone". Nella sua recensione per la Rivista del cinematografo, Federico Pontiggia gli assegna tre stelle e afferma che "è piccolo, esile e insieme grande e riflessivo, e riflettente questo Signor Rotpeter, affidato a una donna che si volle scimmia, la superba Marina Confalone, e a un'altra donna, Antonietta De Lillo, che ne volle raccontare la metamorfosi. Pardon, la scimmia che siamo". Scrivendo per Quinlan, Massimiliano Schiavoni, lodando l'interpretazione di Confalone, definisce il film "un mediometraggio variamente riuscito, in cui resta apprezzabile la riflessione sul rapporto tra norma e diversità".

## Riconoscimenti
- Nastro d'argento
  - 2018 - Nastri doc - Premio speciale a Marina Confalone (Il signor Rotpeter)[8]